# Charles Martinet (Radsportler)
Charles Martinet (* 27. April 1894 in Genf; † 8. Oktober 1976 in Le Locle) war ein Schweizer Radrennfahrer und nationaler Meister im Radsport.

## Sportliche Laufbahn
Von 1917 bis 1930 startete er als Berufsfahrer. 1917 gewann er im Querfeldeinrennen (heutige Bezeichnung Cyclosport) die nationale Meisterschaft vor Max Suter. Diesen Titel konnte er auch von 1920 und 1921 jeweils vor Louis Krauss gewinnen. 1919 war er Vize-Meister in dieser Disziplin des Radsports, 1930 wurde er Dritter. Im Critérium international de cyclo-cross (dem Vorgänger der UCI-Weltmeisterschaften im Querfeldeinrennen) gewann er 1925 beim Sieg von Henri Moerenhoet die Bronzemedaille. 1924 hatte er den 5. Platz belegt, 1926 kam er auf den 4. Rang, 1928 wurde er als 13. klassiert.
Im Strassenradsport siegte er 1917 in der Meisterschaft von Zürich. In der nationalen Meisterschaft im Strassenrennen wurde er Zweiter hinter Charles Guyot. 1919 belegte er in der Bergmeisterschaft den 2. Platz hinter dem Sieger Max Suter. 1921 sicherte er sich den Titel als Bergmeister. Den Titel im Strassenrennen gewann er 1921 vor Franz Spalinger.
Die Tour de France fuhr er viermal. 1925 wurde er 29., 1926 31., 1927 22. und 1929 32. der Gesamtwertung.